# Szmaragd
Szmaragd – przezroczysta do przeświecającej odmiana berylu, kamień szlachetny o zielonej barwie.

## Nazwa
Nazwa minerału pochodzi od greckiego słowa „smaragdos” i łacińskiego "smaragdus", oznaczających „zielony”. W starożytności nazwa ta obejmowała zapewne wszystkie minerały o zielonym zabarwieniu. Niezmiernie rzadką odmianą szmaragdu jest trapiche. 

## Właściwości
Szmaragd, jako odmiana berylu, posiada większość jego właściwości fizykochemicznych. Zbudowany jest z krzemianu glinu i berylu, któremu zieloną barwę nadają domieszki chromu, rzadziej wanadu, który barwi wtedy szmaragd na kolor nieco oliwkowy. Pod wpływem ogrzewania barwa zmienia się – proces ten następuje w temperaturze 700–800°C.
Najczęstsze formy berylu to sześcioboczne słupy i dwuściany podstawowe, natomiast podwójne piramidy są spotykane rzadziej. Zwykle występuje w postaci pojedynczych kryształów, ale może również tworzyć skupienia pręcikowe.
Barwa w szmaragdach jest często rozłożona nierównomiernie. Przezroczystość stanowi cechę dość rzadką (często szmaragdy są mętne wskutek inkluzji), pożądaną w jubilerstwie i charakteryzuje tylko kamienie najwyższej jakości.
Rzadko tworzy formy zbliźniaczone, nie wykazuje luminescencji oraz nie jest radioaktywny. Nierozpuszczalny w kwasach.
W zależności od złoża, w szmaragdach mogą występować drobne różnice we właściwościach fizycznych – zwłaszcza w gęstości i współczynniku załamania światła.
Często zawiera różnorodne inkluzje gazowe, ciekłe i mineralne. Inkluzje mineralne najczęściej reprezentowane są przez kalcyt, piryt i biotyt, a niekiedy także przez tremolit, aktynolit, turmalin, epidot, apatyt, tytanit, rutyl, talk, dolomit, albit, granat oraz hematyt. Na przykład w kryształach szmaragdów uralskich, południowo-afrykańskich i indyjskich występują blaszki biotytu i igiełki aktynolitu.
Szmaragdy współwystępują m.in. z kalcytem, pirytem, apatytem, kwarcem, albitem, biotytem, a także rubinem i turmalinem. 

## Występowanie
Szmaragdy powstają, kiedy magma pod dużym ciśnieniem przenika w skały ulegające przeobrażeniom. Złoża znaleźć można w pegmatytach, marmurach dolomitycznych, łupkach łyszczykowych (np. w dolinie Habach w austriackich Alpach, na Uralu w pobliżu rzeki Takowaja i w Brazylii), w łupkach biotytowych, łupkach ilastych, w zmetamorfizowanym wapieniu i w hydrotermalnych żyłach węglanowych (np. w rejonie Muzo i Chivor w Kolumbii oraz w Pakistanie). Ważniejsze złoża szmaragdów znajdują się także na Madagaskarze, w Stanach Zjednoczonych (Maine, Karolina Północna), Afryce Wschodniej, Indiach, Pakistanie, Australii, Namibii, we Włoszech, na Ukrainie i w RPA, w północnym Transwalu.
Szmaragdy wydobywa się niemal wyłącznie wprost ze skały macierzystej – złoża aluwialne nie powstają, ze względu na gęstość kamieni, która jest zbliżona do gęstości kwarcu.

## Zastosowanie
Szmaragd jest szeroko wykorzystywany w jubilerstwie, jako kamień centralny w pierścionkach i wisiorkach. Bywa także wykorzystywany do rzeźb i wyrobów rękodzielniczych. Najczęściej stosuje się dla niego szlif fasetkowy, kaboszonowy (w przypadku mętnych okazów), szmaragdowy i szlif brylantowy.

## Galeria

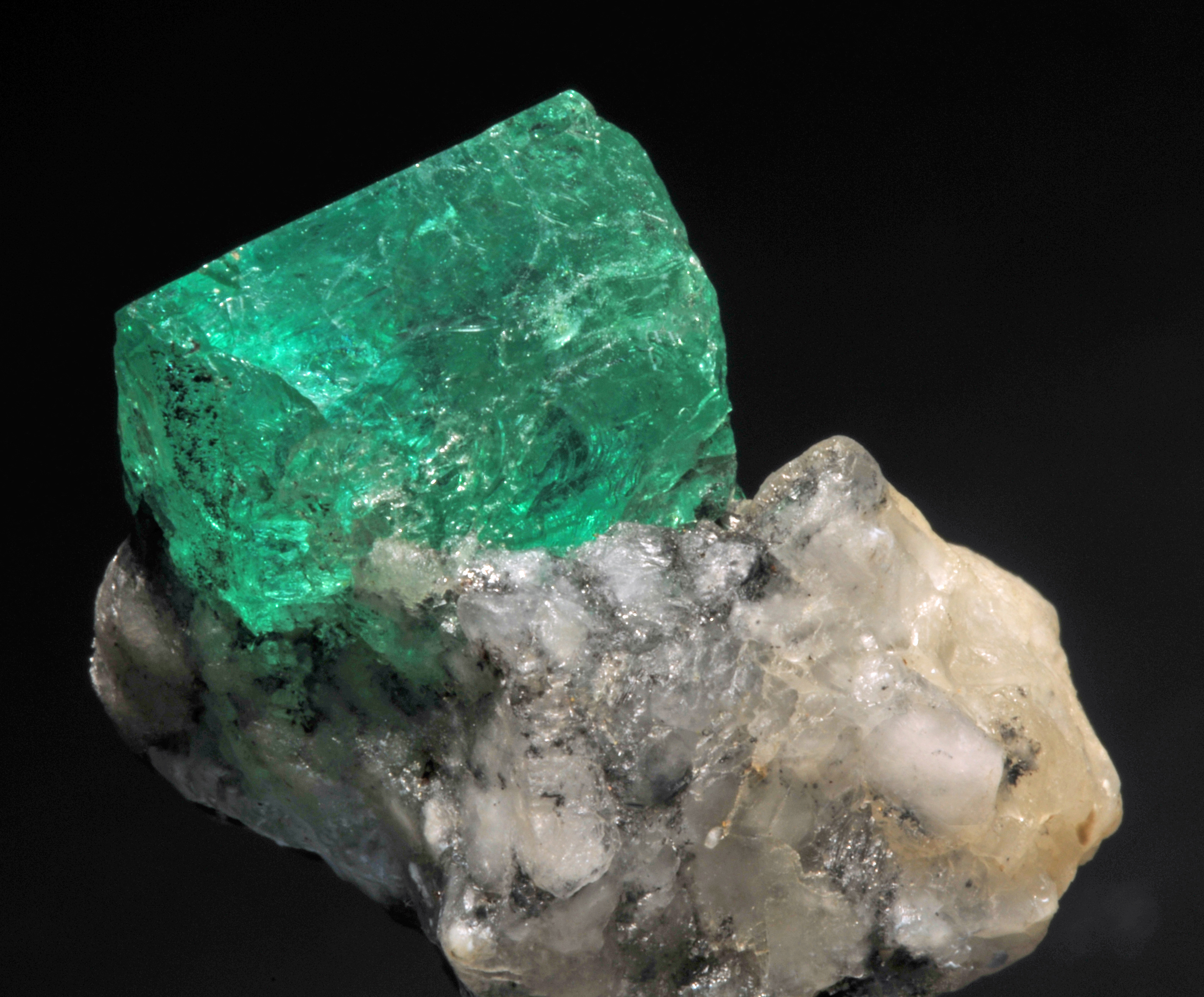
Okaz na matriksie z Kolumbii
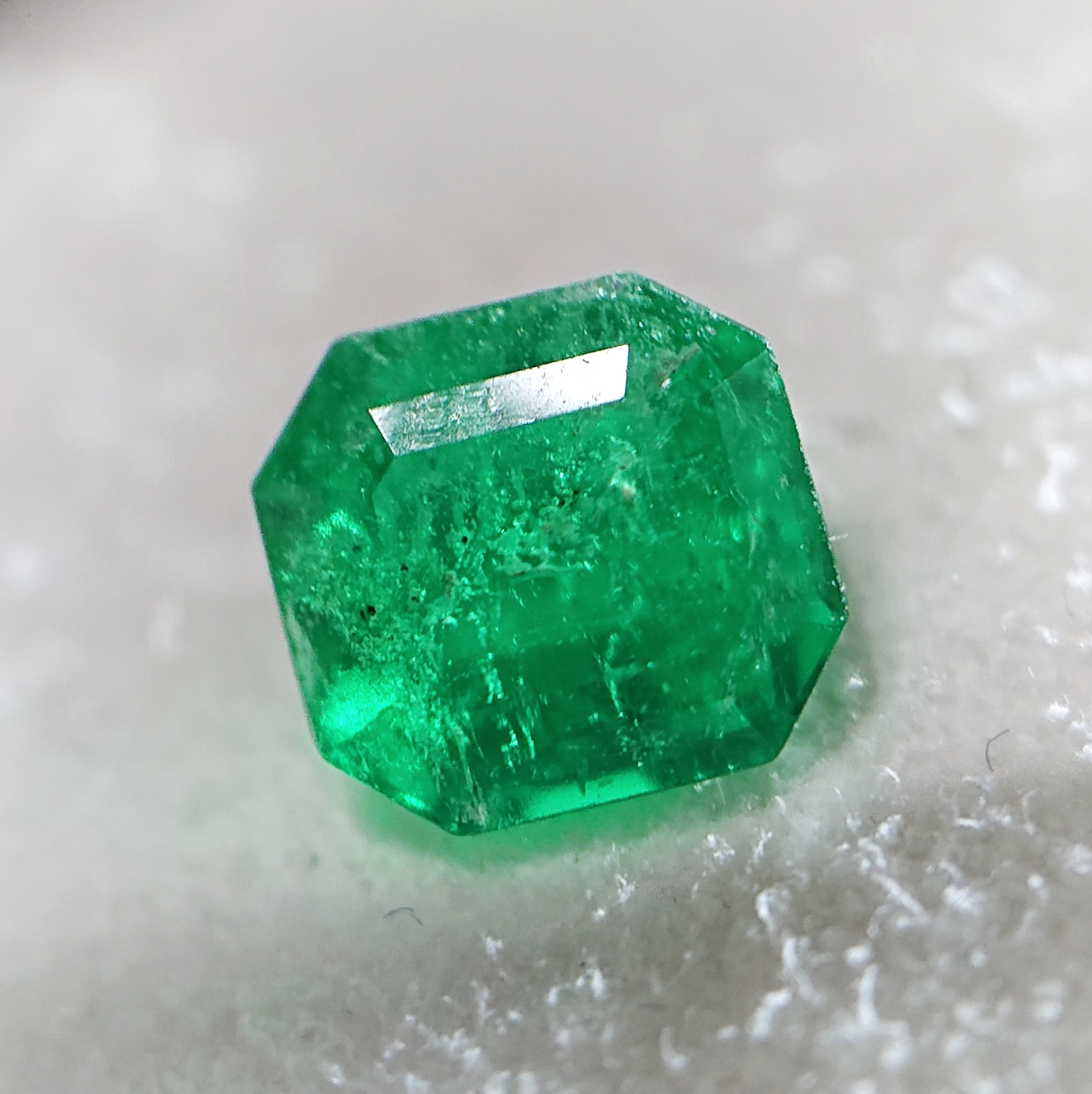
szlifowany okaz szmaragdu
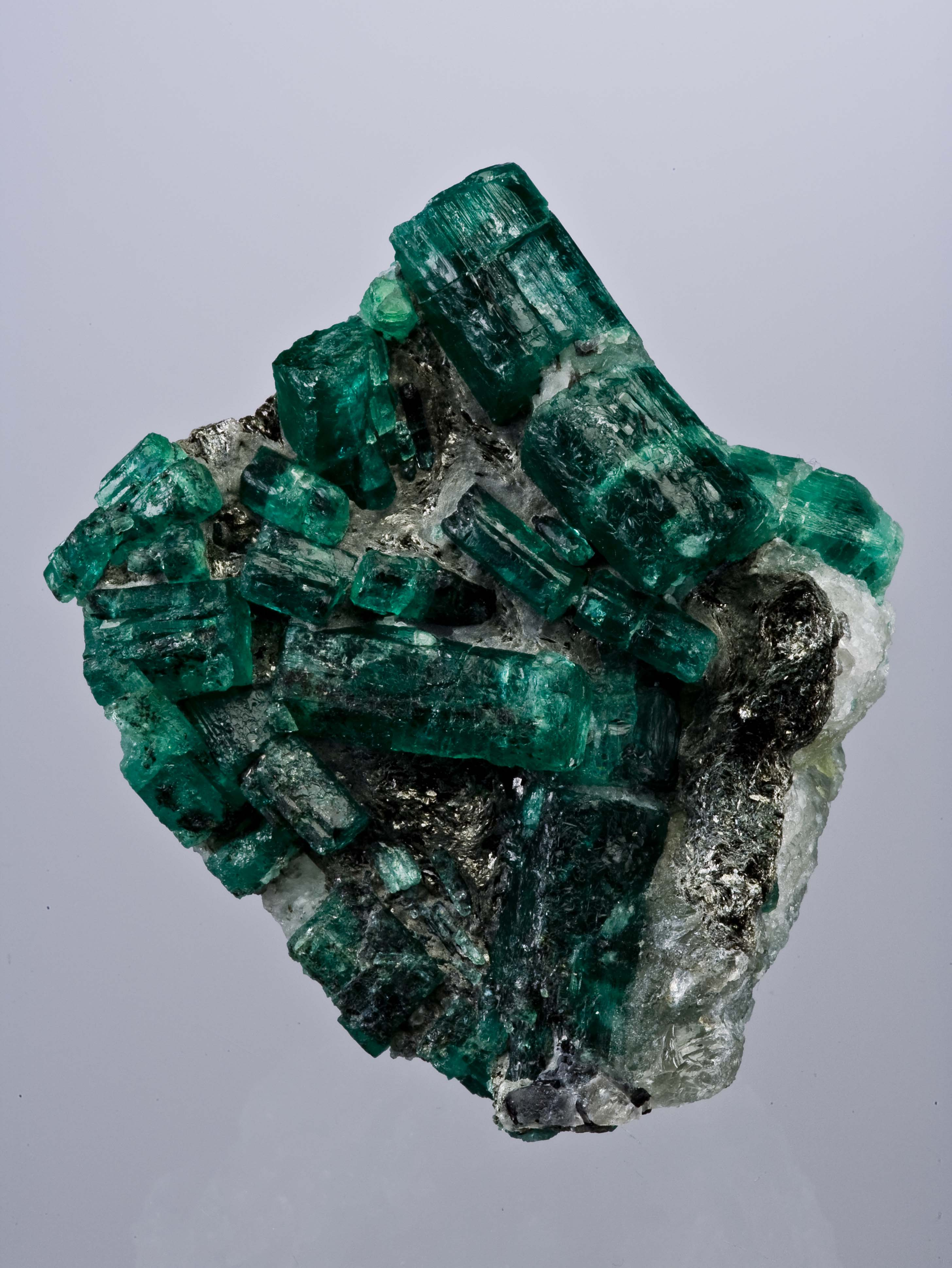
zrost intensywnie zielonych kryształów na kwarcu z Zambii
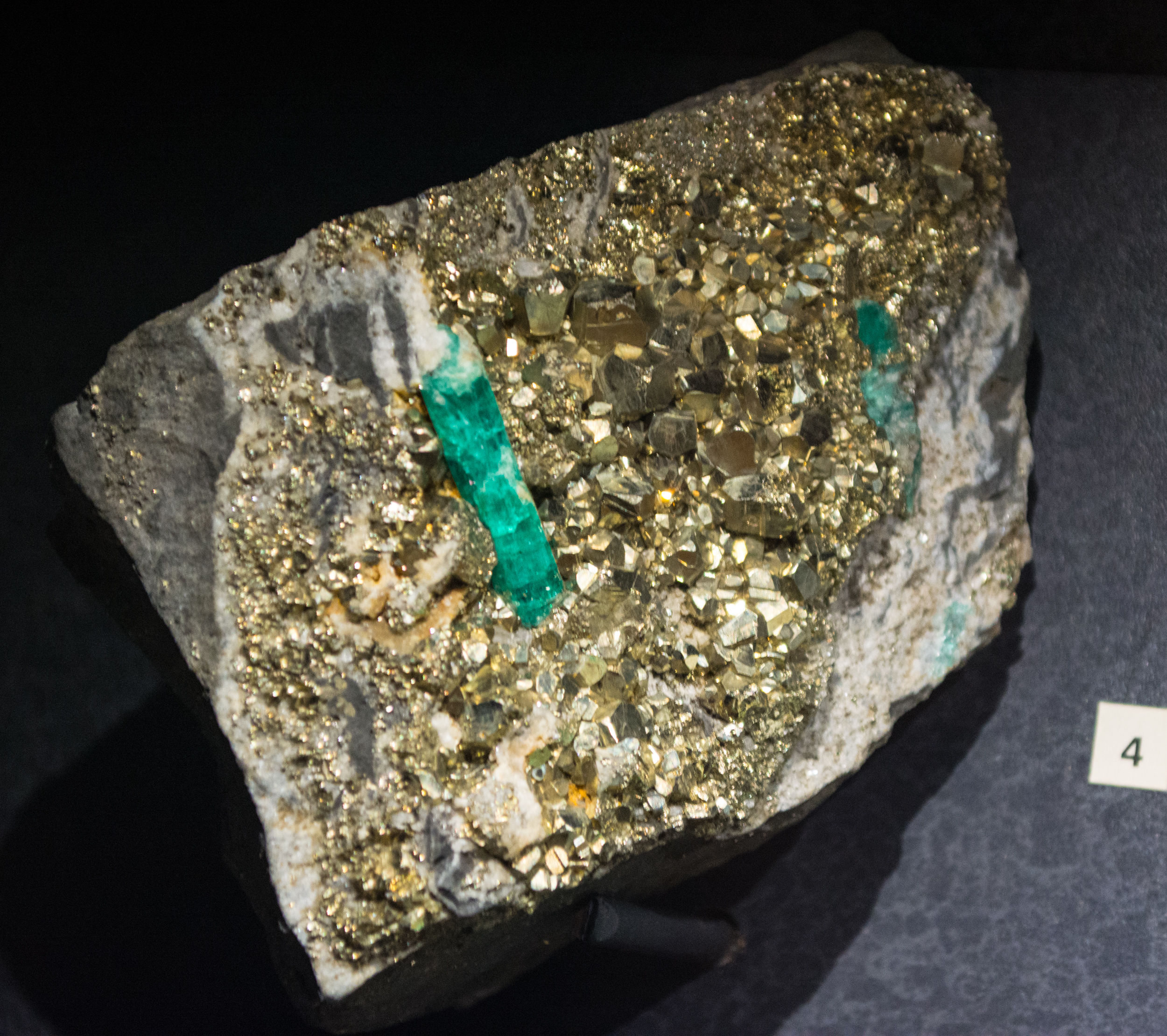
Kryształ szmaragdu na pirycie